# João Rafael Ferreira
João Rafael de Barros Ferreira, né le 17 mars 1993 à Recife, est un joueur international brésilien de volley-ball qui évolue au poste de réceptionneur-attaquant. 

## Carrière

### En club
Fin février 2020, il est recruté par le Tours VB comme joker médical pour remplacer le serbe Konstantin Čupković. Il ne joue que deux journées de Championnat avant l'arrêt définitif de la saison pour cause de pandémie de Covid-19.
Il retourne au Brésil, au Taubaté, où il remporte la supercoupe du Brésil 2020, puis la Superliga A en 2021. Lors de la saison 2021-2022, il joue avec le Zamalek SC avec qui il reconquit le Championnat pour la première depuis sept ans, ainsi que la Coupe d'Égypte.  
En 2022, il revient au Tours VB. Blessé en début de saison, il dispute son premier match le 14 octobre 2022 contre Montpellier. À l'issue de cette saison 2022-2023, il est nommé dans la catégorie meilleur réceptionneur-attaquant pour le championnat de France Ligue A.
Lors de sa saison 2022-2023 avec le Tours Volley-Ball, il remporte le doublé Coupe-Championnat. Il est élu MVP du match 2 qui permet à Tours de remporter le titre de Champion de France. Il quitte Tours à la fin de cette saison pour Al-Nasr Dubaï. 

### En équipe nationale
En 2010, il est convoqué dans l'équipe nationale brésilienne, catégorie des moins de 19 ans, et participe à l'édition du championnat d'Amérique du Sud U19, celui-ci s'est tenu dans la ville de La Guaira, au Venezuela, atteignant la final. La même année, il rejoint le groupe d'athlètes de l'équipe brésilienne de jeunes qui se préparent à représenter le pays aux IX Jeux sud-américains qui se déroule dans la ville de Medellín, en Colombie. L'équipe, entraînée par Percy Oncken, termine à la cinquième place.
En 2011, il reçoit une nouvelle convocation dans la catégorie jeune du Brésil, toujours entraîné par Percy Oncken. Il remporte la médaille d'or la Coupe panaméricaine U19 à Mexicali avec le numéro 9, compétition de laquelle il est élu meilleur attaquant. Cette même année, il participe également au Championnat du monde junior, celui-ci se déroulant dans les villes argentines de Bahía Blanca et Almirante Brown. Il termine à la neuvième place.
Lors de la saison 2012, dans la catégorie des jeunes, il a représenté l'équipe nationale brésilienne lors de l'édition de la Government Cup, qui s'est tenue dans la ville d'Úrmia, en Iran, puis la Four Nations Cup, organisée dans la ville de Kladovo, en Serbie. Enfin, il participe à la Coupe panaméricaine U23 dans la ville canadienne de Langley. Il remporta ces trois compétitions,. Toujours en 2012, il défend l'équipe du Brésil, dont l'entraîneur était Leonardo Afonso Seixas de Carvalho, et remporte la médaille d'or au Championnat d'Amérique du Sud U21, organisé à Saquarema, au Brésil. Il est élu meilleur joueur et meilleur serveur de l'édition. 
Lors de la saison 2015, il est appelé dans l'équipe nationale brésilienne U23 et participe également à l'entraînement avec l'équipe senior cette saison-là. Il dispute le Championnat du monde U23 de 2015 à Dubaï, aux Émirats arabes unis, portant le maillot no 9, où il termine à la cinquième place. Il remporte la médaille d'or à la Coupe panaméricaine de Reno. Toujours en 2015, il remporte la médaille d'argent avec l'équipe nationale brésilienne aux Jeux panaméricains organisés à Toronto, Canada. 
En 2021, il est invité par l'entraîneur Renan Dal Zotto à s'entraîner avec l'équipe senior du Brésil en préparation de la Ligue des Nations à Rimini, après les Jeux olympiques. Il est sélectionné dans l'équipe du Brésil qui remporte le Championnat d'Amérique du Sud 2021 qui s'est tenu à Brasilia. En 2022, il dispute avec le Brésil la ligue des Nations où il termine à la 6e place.

## Palmarès

### Compétitions de clubs
| Compétitions                       | Distinction                       | Période          |
| ---------------------------------- | --------------------------------- | ---------------- |
| Championnat de France Ligue A      | Médaille d'or                     | 2023             |
| Coupe de France                    | Médaille d'or · Médaille d'argent | 2023 2020        |
| Brazilian Superliga                | Médaille d'or                     | 2021             |
| Brazilian Superliga                | Médaille de bronze                | 2018             |
| Brazilian Cup                      | Médaille d'argent                 | 2021             |
| Brazilian Cup                      | Médaille de bronze                | 2018             |
| South American Club Championship   | Médaille de bronze                | 2014             |
| Brazilian Supercup (1)             | Médaille d'or                     | 2020             |
| Paulista Championship              | Médaille d'argent                 | 2012, 2013, 2021 |
| Mineiro Championship               | Médaille d'argent                 | 2014, 2015       |
| Carioca Championship               | Médaille d'or                     | 2018             |
| Egyptian League                    | Médaille d'or                     | 2022             |
| Egyptian Cup                       | Médaille d'or                     | 2022             |
| Baniyas International Championship | Médaille d'or                     | 2022             |
| Troféu Super Vôlei                 | Médaille d'or                     | 2021             |
| Qatar League                       | Médaille de bronze                | 2019             |

### Compétition en équipe nationale
| Compétitions                                               | Distinction       | Période |
| ---------------------------------------------------------- | ----------------- | ------- |
| Ligue des nations                                          | Médaille d'or     | 2021    |
| Coupe panaméricaine                                        | Médaille d'or     | 2015    |
| Championnat d'Amérique du Sud                              | Médaille d'or     | 2021    |
| PAN American Games                                         | Médaille d'argent | 2015    |
| Championnat d'Amérique du Sud masculin des moins de 21 ans | Médaille d'or     | 2012    |
| Championnat d'Amérique du Sud masculin des moins de 19 ans | Médaille d'argent | 2010    |
| Coupe panaméricaine U19                                    | Médaille d'or     | 2011    |
| Coupe panaméricaine U23                                    | Médaille d'or     | 2012    |

## Distinctions individuelles
- MVP du Championnat d'Amérique du Sud masculin des moins de 21 ans 2012[21]
- Meilleur Serveur du Championnat d'Amérique du Sud masculin des moins de 21 ans 2012[21]
- Meilleur attaquant de la PAN American Cup U19 2011[21]
- MVP du Troféu Super Vôlei 2020-2021[21]
- Nommé dans la catégorie meilleur réceptionneur-attaquant du Championnat de France Ligue A en 2023[22]